# Dólar del cabello suelto
El dólar del cabello suelto fue la primera moneda con un valor facial de un dólar estadounidense emitida por el gobierno federal de los Estados Unidos. Se acuñó en 1794 y 1795, y su tamaño y peso se basaron en el dólar español, que era, en ese momento, la moneda más utilizada en el comercio en todo el continente.
En 1791, tras un estudio de Alexander Hamilton, el Congreso aprobó una resolución conjunta que pedía el establecimiento de una casa de moneda nacional. En ese mismo año, en su tercer discurso del estado de la Unión, el presidente George Washington instó al Congreso a proporcionar una casa de moneda, que fue autorizada de forma oficial por la Ley de la Moneda de 1792. A pesar de esta autorización, no se acuñaron monedas de plata ni de oro hasta 1794. El dólar del cabello suelto, diseñado por Robert Scot, se acuñó en 1794 y en 1795. En octubre de 1795, el diseño fue reemplazado por el dólar del busto drapeado.

## Antecedentes

### Antes de la ley de 1792

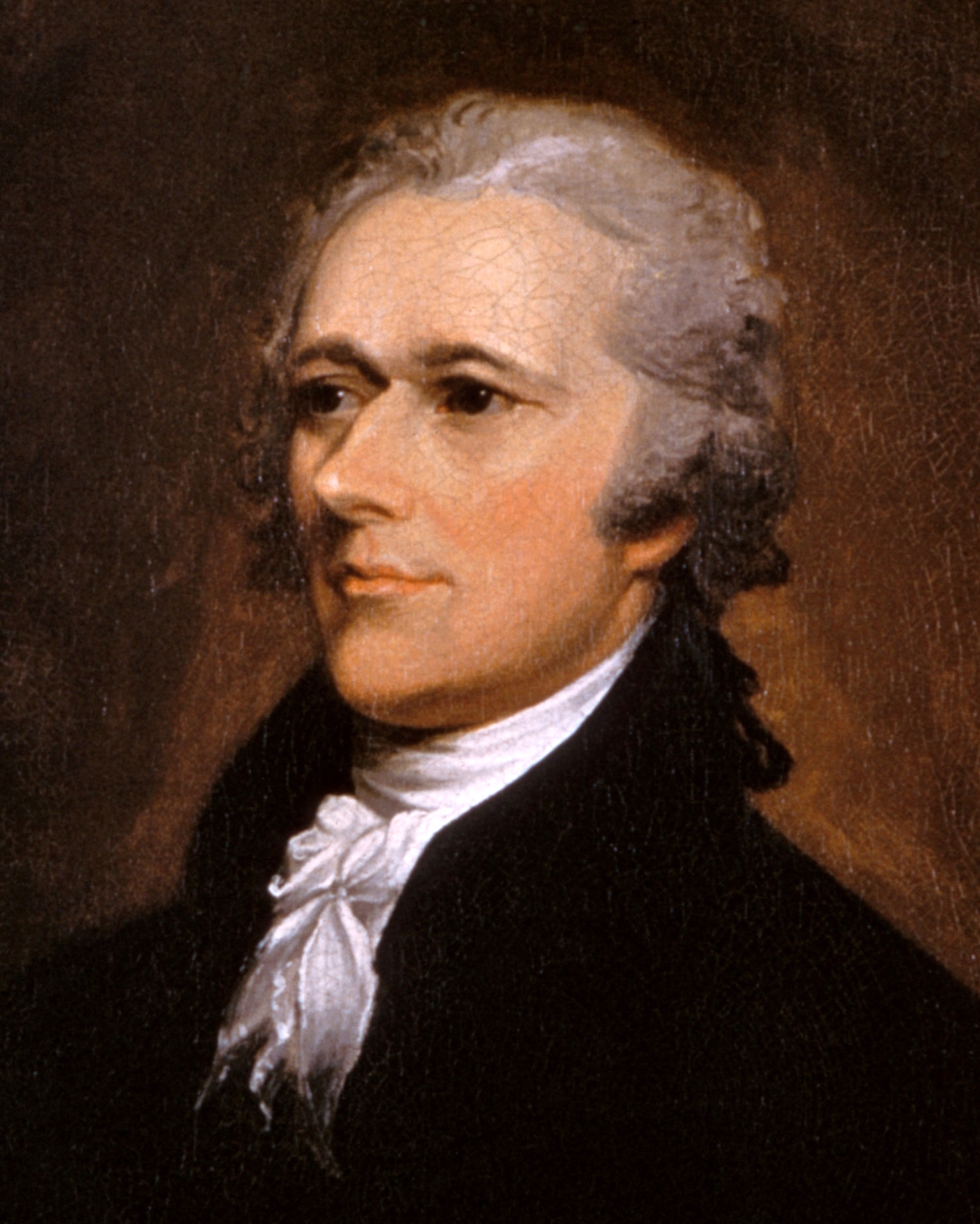
El secretario del Tesoro Alexander Hamilton redactó un informe sobre el sistema monetario estadounidense antes de la creación de la Casa de Moneda de los Estados Unidos.

A partir de la década de 1780, un gran número de prominentes estadounidenses pidieron el establecimiento de una casa de moneda central para suministrar a Estados Unidos con monedas oficiales; todas estas propuestas fracasaron debido en gran parte a la falta de fondos y a la oposición de individuos y grupos que preferían que las monedas fueran acuñadas por los diferentes estados. Como no se emitían monedas federales, las necesidades de los estados se satisfacían con una variedad de monedas y fichas nacionales y extranjeras, incluido el real de a 8, conocido como dólar español.
En 1789 la Constitución de los Estados Unidos, que otorgó al Congreso el poder de «acuñar moneda, regular el valor de la misma y de la moneda extranjera, y fijar el estándar de pesos y medidas», fue ratificada y entró en vigor. Al año siguiente, el Congreso comenzó a deliberar sobre el estado del sistema monetario y la moneda del país. El 28 de enero de 1791 el secretario del Tesoro Alexander Hamilton presentó un informe al Congreso que detallaba los hallazgos de un estudio que había realizado sobre el sistema monetario y el potencial de una casa de moneda. Como parte de su estudio, Hamilton hizo que se realizaran una serie de ensayos de dólares españoles, ya que esta era la moneda sobre la que se basaría el sistema monetario estadounidense. Luego de ver los resultados, el secretario del Tesoro recomendó que el contenido de plata del dólar estadounidense debería basarse en el contenido promedio de plata de los dólares españoles analizados. La recomendación de Hamilton fue que el dólar debería contener 371,25 granos de plata y tener un peso bruto de 416 granos, con el resto del contenido en cobre. El 3 de marzo de 1791, después de revisar el informe de Hamilton, el Congreso aprobó una resolución conjunta en donde autorizó la creación de una casa de moneda federal; la resolución, sin embargo, no dio detalles ni asignaciones.

### Creación de la Casa de Moneda

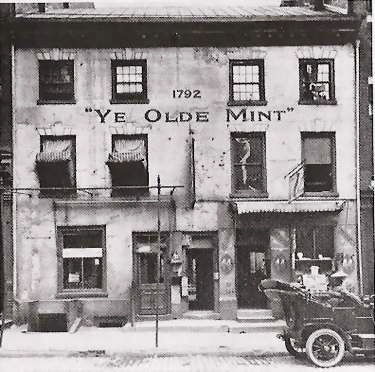
La Casa de Moneda de Filadelfia, establecida en 1792, acuñó sus primeras monedas en febrero de 1793. Foto de 1908.

En su tercer discurso anual ante el Congreso, más tarde conocido como el discurso del estado de la Unión, pronunciado el 25 de octubre de 1791 en Filadelfia, el presidente George Washington instó a los miembros del Congreso a poner en vigor de inmediato la resolución conjunta aprobada a principios de ese año.
En respuesta, el Senado nombró un comité presidido por Robert Morris para redactar las especificaciones y la legislación necesarias que crearían de manera oficial una casa de moneda y un sistema monetario a nivel federal. El comité presentó un proyecto de ley ante el Congreso el 21 de diciembre de 1791, que establecía en parte que la nueva moneda de un dólar, que iba a formar la base del sistema monetario de Estados Unidos, debería contener 371 granos de plata y un peso total de 416 granos, como lo había recomendado Hamilton. Las nuevas monedas de plata se acuñaron en una aleación de 1485 partes de 1664 —cerca del 89,24 %— de plata fina, con el resto del contenido en cobre, lo que estaba destinado a igualar la plata encontrada en los dólares españoles. Sin embargo, uno de los ensayos a las monedas españolas era incorrecto: en realidad tenían una proporción de 65/72 de plata —cerca del 90,28%—, con el resto del contenido en cobre.

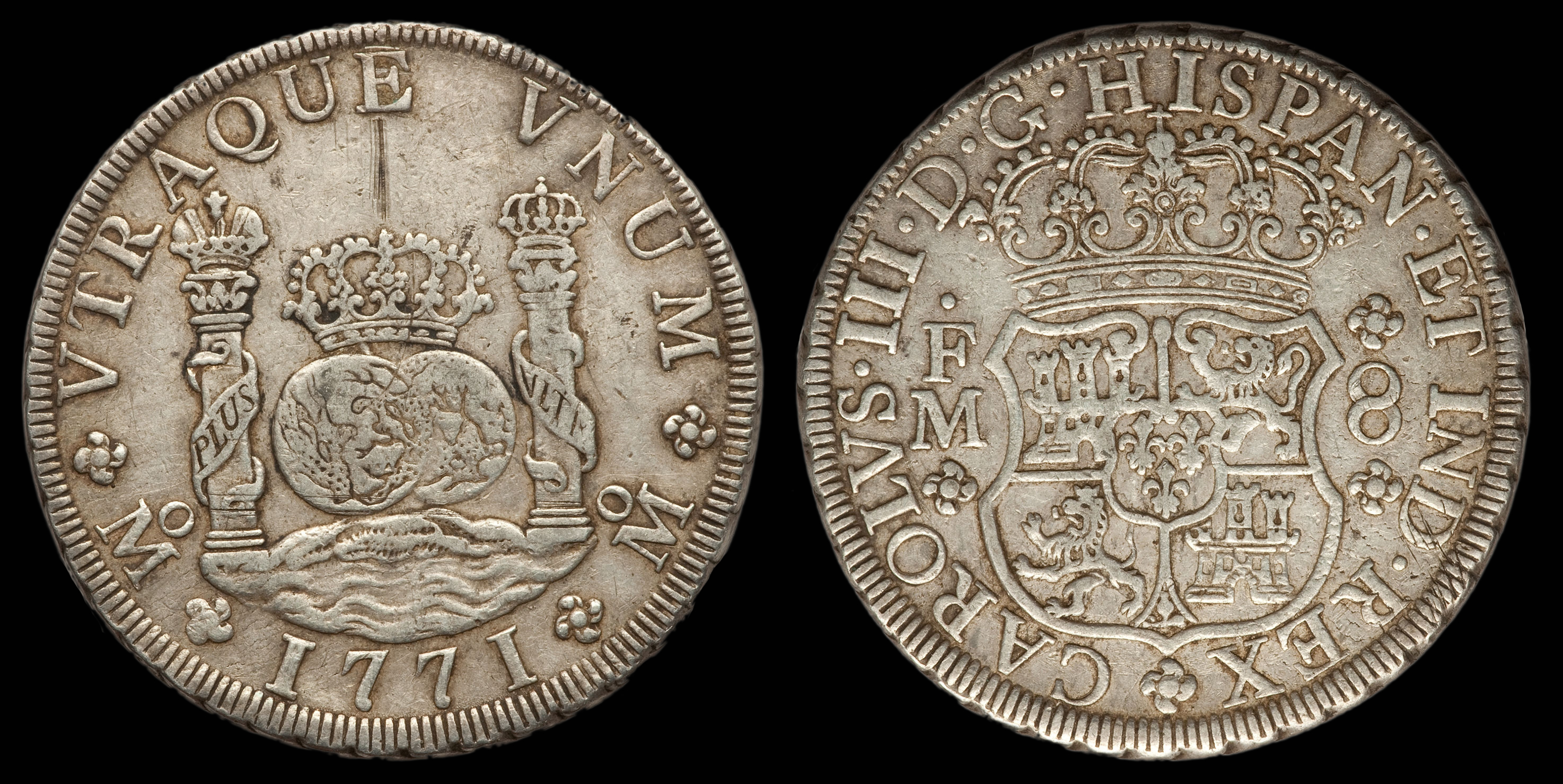
El dólar español fue la base del dólar de plata estadounidense.

Una disposición de la legislación de Morris pedía que se representara al presidente Washington en el anverso de cada moneda acuñada por la nueva casa de moneda. El proyecto de ley fue aprobado por el Senado después de un debate, pero fue modificado en la Cámara de Representantes para pedir que en su lugar apareciera una figura alegórica que representara a la Libertad. Al regresar al Senado, la cámara alta insistió en su versión de la disposición del diseño. La Cámara rechazó la disposición por segunda vez y aprobó otra versión del proyecto de ley, tras lo cual el Senado estuvo de acuerdo. La ley, conocida como Ley de la Moneda de 1792, fue promulgada el 2 de abril de 1792 por el presidente Washington. Esta ley preveía la creación de la Casa de Moneda de los Estados Unidos, y asignó fondos para la construcción de instalaciones adecuadas, y para los sueldos de empleados y funcionarios. Las denominaciones monetarias fijadas según la ley eran las de medio centavo, un centavo, medio décimo, un décimo, un cuarto de dólar, medio dólar, un dólar, un cuarto de águila, media águila, y un águila. El 31 de julio de 1792 el recién nombrado director de la Casa de Moneda, David Rittenhouse, colocó la primera piedra de la Casa de Moneda de Filadelfia. La maquinaria y el personal comenzaron a ocupar el nuevo edificio en septiembre de 1792, y la producción comenzó con monedas de un centavo en febrero de 1793. En el primer año de producción en la Casa de Moneda solo se acuñaron monedas de cobre, ya que el potencial ensayador no logró recaudar la fianza de 10 000 dólares requerida para asumir de manera oficial el puesto; la ley de 1792 establecía que tanto el jefe de acuñaciones como el ensayador deberían «quedar ligados a los Estados Unidos de América, con una o más garantías a satisfacción del secretario del Tesoro, por la suma de diez mil dólares». Más tarde ese año, el secretario de Estado Thomas Jefferson apeló al Congreso para que se redujera el monto de las fianzas. El 3 de marzo de 1794 el Congreso redujo la garantía a 5000 y 1000 dólares para el jefe de acuñaciones y el ensayador, respectivamente.

## Producción

### Creación del diseño

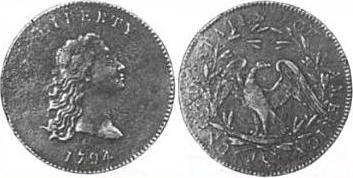
Una moneda de prueba para el dólar del cabello suelto, acuñada en cobre y sin las estrellas en el anverso de las monedas que salieron a circulación.

A principios de 1794, el grabador Robert Scot comenzó a preparar los diseños para la moneda de un dólar de plata. El diseño inicial de Scot representaba en el anverso un busto de la Libertad, mientras que en el reverso figuraba un águila, ambos motivos requeridos por la Ley de la Moneda de 1792. Este diseño de Scot siguió de cerca su diseño para la moneda de un centavo, pero sin el gorro frigio. Más tarde, los funcionarios del gobierno ordenaron a Scot que incluyera una guirnalda alrededor del águila y que moviera la denominación del reverso al canto de la moneda. Después de recibir la aprobación, Scot comenzó a grabar los punzones del nuevo dólar de plata. Se tuvo especial cuidado durante el grabado de esta denominación en particular, porque la moneda de un dólar sería la pieza más grande y, por lo tanto, recibiría mayor atención por parte de las naciones extranjeras. Las inscripciones fueron ejecutadas por Frederick Geiger, quien había trabajado como tipógrafo para varios libros y periódicos. Después de crear los troqueles, se acuñaron varias monedas de prueba de cobre. Los funcionarios decidieron agregar quince estrellas en la periferia, que representarían a los quince estados que habían ratificado la Constitución hasta ese momento, en el anverso de la moneda, que presentaría el busto de la Libertad mirando hacia la derecha.

### Acuñación
Ahora que se podía comenzar la acuñación de las denominaciones en plata, la Casa de Moneda comenzó a buscar depositantes para traer oro y plata para acuñar. Después de recibir varios depósitos, el ensayador Albion Cox notificó a Rittenhouse de sus creencias de que el estándar de ley de 0.892 aprobado para la acuñación de plata era difícil de producir y que se oscurecería si se pusiera en circulación. En cambio, Cox recomendó que la pureza se modificara a una ley de 0.900, pero también que el peso se mantuviera en 416 granos. Esto significaba que la nueva aleación era contraria a la reglamentación y que a todos los depositantes se les cobraría de más por sus depósitos de plata, ya que había un contenido de plata más alto en las monedas de lo que permitía la ley de 1792. Esta acción de la Casa de Moneda les costó a los proveedores de plata alrededor del uno por ciento de su depósito; el mayor depositante, John Vaughan, calculó su pérdida en 2260 dólares. El Congreso aprobó su petición de reembolso en 1800, después de varios aplazamientos.
Antes de poder acuñar las monedas, la inscripción y los motivos del canto tenían que estar impresos en el canto de los cospeles. Esta acción se realizaba con un dispositivo conocido como máquina de Castaing o cerrilla, que acuñaba el canto con la leyenda hundred cents one dollar or unit («cien centavos, un dólar o unidad») junto con su ornamentación. Como el proceso de acuñado era bastante inexacto, el peso de los cospeles destinados a acuñarse como dólares de plata era variable, lo que solucionó al limar las caras de los cospeles. Debido a lo impreciso del proceso, el peso de las monedas variaba de forma más notoria que en las emisiones posteriores, acuñadas con equipos más precisos.
Los primeros dólares de plata se acuñaron el 15 de octubre de 1794. La plata utilizada para los dólares de 1794 provino de manera única de lingotes de plata depositados en la Casa de Moneda por su director David Rittenhouse el 22 de agosto de 1794. Según una orden manuscrita de transferencia de monedas emitida por el director Rittenhouse el 15 de octubre de 1794, se transfirieron 1758 dólares de plata de la custodia del jefe de acuñaciones Henry Voigt a la custodia del tesorero de la Casa de Moneda Dr. Nicholas Way. También el 15 de octubre, según una orden manuscrita de devolución de monedas emitida por el director Rittenhouse, los 1758 dólares de plata fueron transferidos de la custodia del tesorero a David Rittenhouse, como una devolución parcial de monedas por sus depósitos de plata del 22 de agosto. Las 1758 monedas que fueron acuñadas por el jefe de acuñaciones Henry Voigt, aunque eran aceptables, estaban mal acuñadas debido a problemas con el volante de acuñación que se utilizó durante el inicio de la producción de la Casa de Moneda, que era una prensa de balancín a tornillo accionada por fuerza humana, diseñada para usarse en monedas que no superaran el tamaño de la pieza de medio dólar.
El 16 de octubre de 1794, después de recibir un dólar de plata de parte de David Rittenhouse, el secretario de Estado Edmund Randolph le envió la moneda al presidente Washington para su inspección. En un intento por facilitar la circulación de las monedas, Rittenhouse gastó una gran parte de las nuevas monedas y las cambió por monedas extranjeras para comercializar los nuevos productos de la Casa de Moneda, mientras que otros ejemplares se distribuyeron a visitantes distinguidos de la ceca. Después de la producción inicial Rittenhouse ordenó que finalizara toda la emisión de monedas de un dólar hasta que el personal de la Casa de Moneda pudiera construir un volante más poderoso que fuera capaz de acuñar mejor las monedas.
El nuevo volante de acuñación se completó a principios de 1795, y el 6 de mayo se entregó el primer grupo de monedas de un dólar, por un total de 3810 piezas. Las monedas acuñadas el 8 de mayo podrían haber llevado la fecha de 1794, sin embargo, no hay ningún documento o evidencia que respalde tal afirmación. Se sabe que varios dólares de 1795, junto con una emisión de 1794, se acuñaron con un centro de plata ubicado en el centro, que medía aproximadamente 8 milímetros, lo que se cree que se hizo para compensar los cospeles de bajo peso. El tiraje total para el segundo y último año de producción se estima en 160 295. En total, se acuñaron 203 033 dólares de plata en 1795, pero se desconoce cuántos de ellos eran del diseño del cabello suelto, ya que el dólar del busto drapeado lo sucedió en octubre de 1795, diseñado por el retratista Gilbert Stuart a instancias del sucesor de Rittenhouse como director de la Casa de Moneda, Henry William de Saussure.

## Valor numismático
A lo largo de su historia, el dólar de 1794 ha sido considerado una de las monedas más raras y valiosas de Estados Unidos. En una edición de septiembre de 1880 de The Coin Journal, el autor señaló que un espécimen de buena conservación de un dólar de 1794 estaba valorizada en cincuenta dólares. A principios de la década de 1990 el historiador numismático Jack Collins estimó que el número de monedas supervivientes estaba entre 120 y 130. En 2013 el ejemplar con mejor conservación conocido, que se encontraba entre las primeras monedas acuñadas y que se preparó con especial cuidado, se vendió en una subasta por 10 016 875 de dólares, el precio de venta más alto de cualquier moneda en la historia. El Servicio Profesional de Calificación de Monedas calificó esta moneda con un 66 sobre un máximo de 70, lo que marca las condiciones especiales en las que se acuñó. La moneda, que había sido propiedad del coronel Green, fue vendida en una subasta pública en enero de 2013. En 2010 esta misma moneda había sido vendida por lo que entonces era una suma récord de 7,85 millones de dólares, a una fundación educativa. Steven Contursi, expropietario de la moneda, dijo que era un «tesoro nacional» y que estaba orgulloso de haber sido su «custodio» desde 2003 hasta su venta en 2010. Martin Logies, representante de la fundación que compró la moneda, dijo que de todas las rarezas que había visto, creía que esta era «la más importante de todas».